# Уэлд, Томас
То́мас Уэ́лд (лат. Thomas Weld, англ. Thomas Weld ; 22 января 1773, Лондон, королевство Великобритания — 10 апреля 1837, Рим, Папская область) — британский дворянин, кардинал, титулярный епископ Амикл, кардинал-священник Сан-Марчелло. Первый британский подданный, получивший сан кардинала после Реформации.

## Биография

### Ранние годы

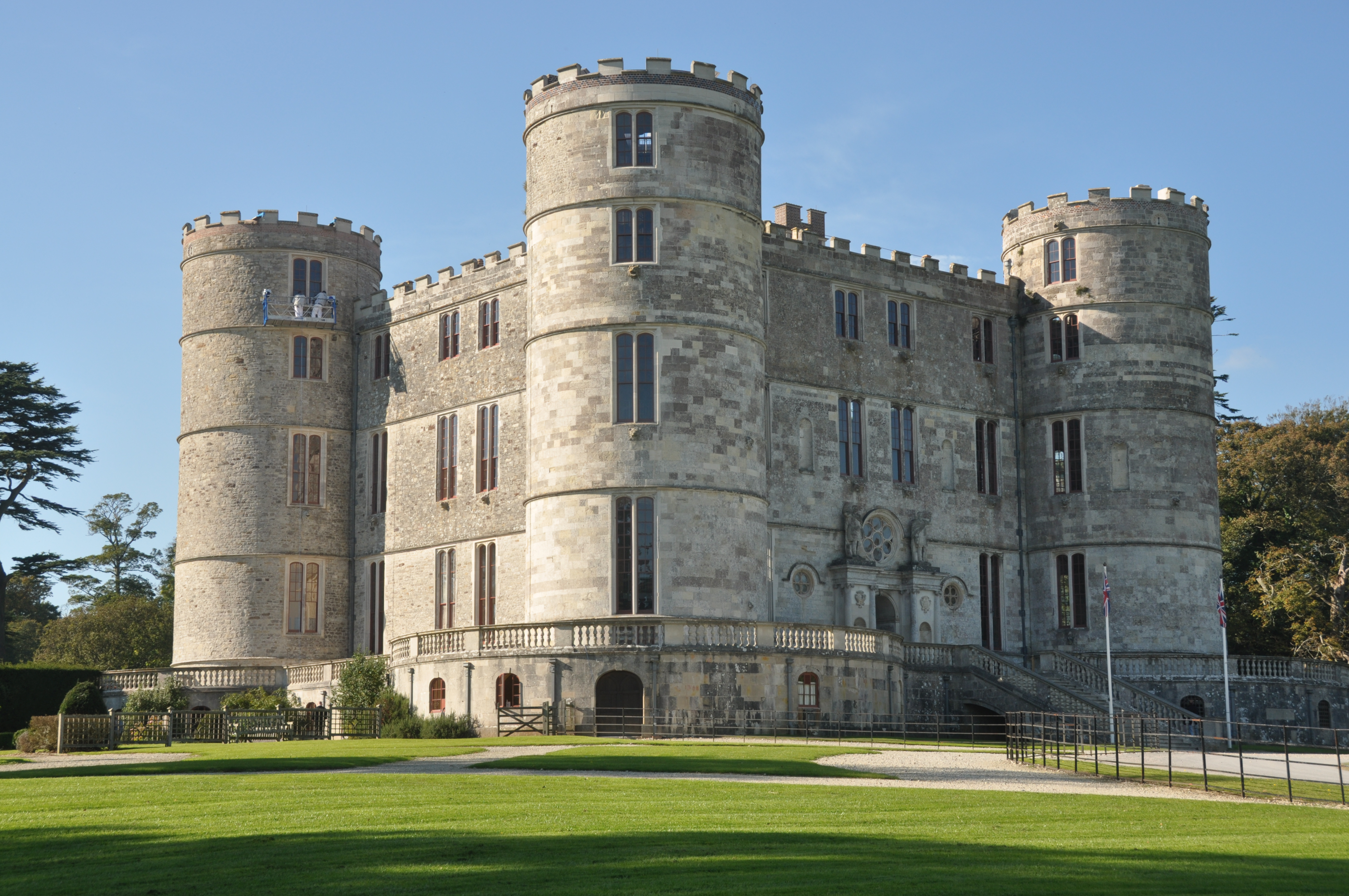
Замок Лалворт, в котором прошли детство и юность Томаса Уэлда. Фотография 2013 года

Томас Уэлд родился в Лондоне 22 января 1773 года. Он был старшим сыном Томаса Уэлда из замка Лалворт в графстве Дорсет и Мэри, урожденной Стэнли–Мэсси-Стэнли из Хутона в графстве Чешир, дочери сэра Джона Стэнли–Мэсси-Стэнли из Хутона, 6-го баронета Хутона. Всего у родителей было шестеро детей. Род Уэлдов вёл происхождение от Эдрика Дикого, англосаксонского дворянина из графства Уэст-Мидлендс. Род Стэнли–Мэсси-Стэнли из Хутона был ветвью рода Стэнли; представители этой ветви, ныне угасшей, исповедовали католицизм. По отцовской линии Томас был внуком сэра Эдварда Уэлда и Мэри Терезии, урождённой Воган. В июле 1776 года, вместе с семьёй, он переехал в замок Лалворт, который его отец перестроил в роскошное поместье. Британский король Георг III, во время пребывания в Уэймуте, всегда посещал замок Лалворт, оказывая уважение семье Уэлдов.
Томас получил хорошее домашнее образование. Предполагалось, что он завершит его на континенте, в иезуитской коллегии во Льеже, но из-за Великой Французской революции от этой идеи пришлось отказаться. Гувернёром будущего кардинала был писатель и педагог, священник-иезуит Чарльз Плауден. В Томасе рано проявились музыкальные и художественные дарования. Он овладел игрой на виолончели, валторне и флажолете. Сохранились его гравюры, изображающие сцены из жизни и пейзажи.
В 1794 году в британском королевстве появились французские монахи и монахини, бежавшие от преследований на родине. Томас стал активно помогать им. С дозволения отца, он предоставил в распоряжение беженцев-иезуитов особняк в Стоунихерсте. Монахи-трапписты были приглашены им в дом при замке Лалворт. Впоследствии они восстановили древнее цистерцианское аббатство в Биндоне, вначале освященное во имя Святейшей Троицы, а после переосвященное в честь святой Сусанны. В 1817 году, по приказу церковных властей, трапписты закрыли этот монастырь и вернулись на родину. Томас также оказывал помощь монахиням визитандинкам и клариссинкам из Гравлина. В это время в нём впервые пробудилось призвание к священству, но встреча с будущей супругой всё изменила.

### Брак и вдовство
В Агбруке 14 июня 1796 года Томас сочетался браком с Люси Бриджит, урождённой Клиффорд из Тиксола, второй дочерью Томаса Клиффорда из Тиксола и достопочтенной Барбары Астон. За четырнадцать лет прожитых в браке у них родился единственный ребёнок, дочь Мэри Люси, которая появилась на свет 31 января 1799 года в Апуэй, куда они переехали из Уэстбрука. Супруги увлекались музыкой и часто бывали в Лондоне и Париже. В 1808 году, вместе с апостольским викарием Джоном Милнером, Томас участвовал в освящении собора в городе Корк.
В 1810 году, после смерти отца от инсульта, он унаследовал большое состояние семьи. Несмотря на начавшийся кризис в экономике страны и уменьшению доходов, Томас, первым делом, обеспечил достойное содержание овдовевшей матери и погасил все долги младшего брата. По этой причине ему пришлось урезать расходы. Вместе с семьёй он переехал в курортный городок Клифтон под Бристолем, а замок в Лалворте в течение трёх лет держал закрытым. Люси Бриджит умерла в Клифтоне 1 июня 1815 года. В доме Уэлдов поселилась свояченица Томаса Констанс Клиффорд, которая помогала ему растить дочь. 1 сентября (или 31 августа) 1818 года в Париже и 9 января 1819 года в Агбруке Мэри Люси сочеталась браком с троюродным братом Хью Чарльзом Клиффордом, впоследствии 7-м бароном Клиффордом из Чадлейга. Дочь родила Томасу шестерых внуков.

### Церковная карьера
Выдав дочь замуж, Томас продал дом в Клифтоне и поступил в семинарию в Париже, где его духовником стал старый друг, знаменитый аббат Ги-Туссен-Жюльен Каррон. 7 апреля 1821 года монсеньор Жан-Батист-Мари-Ан-Антуан де Латиль, архиепископ Шартра, рукоположил его в сан священника. В том же году он вернулся на родину. 20 июня 1822 года Томас был назначен священником в часовню в Челси и помощником настоятеля в церковь Девы Марии на Кадоган-стрит в Лондоне. Через некоторое время его перевели в Хаммерсмит. Святой Престол назначил Томаса епископом Нижней Канады, но он не выехал на место служения. В Лондоне он служил коадъютором Александра Макдонелла, епископа Верхней Канады. 6 августа 1826 года в колледже святого Эдмунда в Уэре монсеньор Уильям Пойнтер, титулярный епископ Алиены хиротонисал его в титулярные епископы Амикл.
В 1828 году Томас отказался от наследства в пользу следующего за ним брата, Джозефа Уэлда. В 1829 году премьер-министр Великобритании предложил назначить его епископом Уотерфорда. Святой Престол вызвал Томаса в Рим. В это время ухудшилось здоровье Мэри Люси, которая, вместе с мужем, сопровождала отца в Папскую область. В Риме 19 января 1830 года, кардинал Джузеппе Андреа Альбани объявил Томасу о решении римского папы Пия VIII назначить его кардиналом. Его приняли в Коллегию кардиналов 15 марта 1830 года. В честь этого события поэтом Доменико Грегори была написана ода на латинском языке.
Мэри Люси умерла в Пало 15 мая 1831 года, и была похоронена 18 мая того же года в церкви Сан-Марчелло-аль-Корсо в Риме, титул которой носил её отец. Он получил заверения от влиятельных лиц британского королевства, что возведение его в сан кардинала не вызвало у соотечественников негативной реакции. Его покои во дворце Одескальки были прекрасно оформлены. Почти каждый день он принимал аристократов, местных и приезжих, среди которых большую часть составляли его соотечественники. Он умер 10 апреля 1837 года в Риме. Его останки были погребены в церкви Санта-Мария-ин-Аквиро. На похоронах кардинал с надгробной речью выступил Николас Уайзмэн.